# 5716 Pickard
5716 Pickard (1982 UH) là một tiểu hành tinh vành đai chính được phát hiện ngày 17 tháng 10 năm 1982 bởi E. Bowell ở Flagstaff.